# Múm
múm je islandská hudební skupina. Hraje experimentální hudbu s elektronickými prvky. Skupinu založili Gunnar Örn Tynes a Örvar Þóreyjarson Smárason, které doplnila dvojčata Gyða Valtýsdóttir a Kristín Anna Valtýsdóttir. V pozdějších letech se sestava změnila. Vznikla v roce 1997 a první desku Yesterday Was Dramatic – Today Is OK vydala o tři roky později. V následujících letech vyšlo několik dalších alb.